# Долина Среднего Рейна
Долина Среднего Рейна — 65-километровый участок реки Рейн между городами Бинген и Кобленц в германских землях Рейнланд-Пфальц и Гессен. С 2002 года этот регион с живописными виноградниками винодельческого региона Рейнгау (преимущественно засаженными рислингом) внесён в список Всемирного наследия ЮНЕСКО. Винный туризм сосредоточен вокруг города Рюдесхайм-на-Рейне.

## Достопримечательности

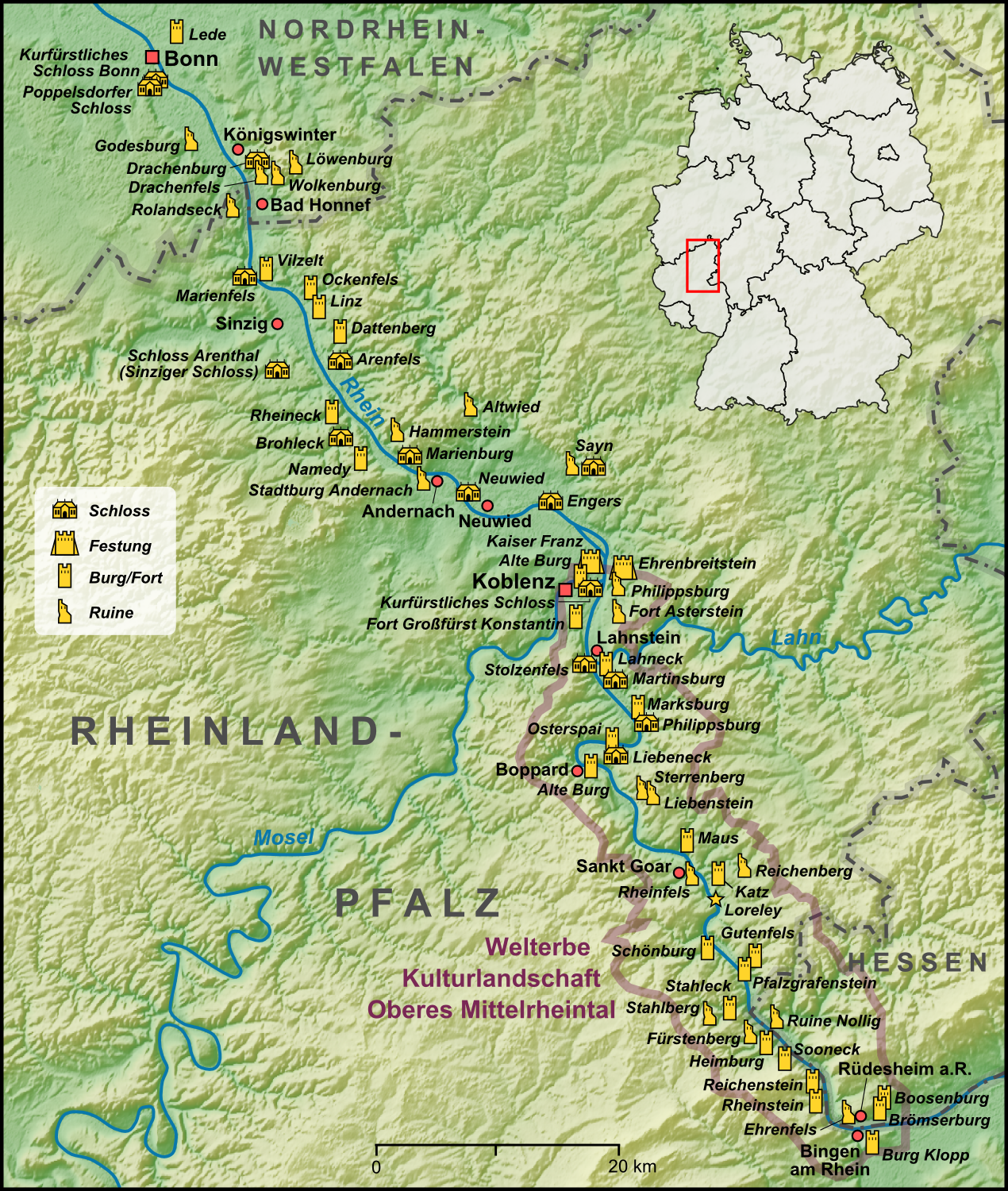
Карта долины Среднего Рейна, на которой отмечены замки и крепости

Рейн пробил себе путь через Рейнские Сланцевые горы, сложенные горными породами, которые формировались в девонском периоде. Самой известной скалой является овеянная легендами скала Лорелея у города Санкт-Гоарсхаузен, которую воспели в своих стихах Генрих Гейне и Клеменс Брентано.
В долине Среднего Рейна сохранилось самое большое в мире количество средневековых замков. Среди них выделяются Марксбург в Браубахе, Пфальцграфенштайн на острове Фалькенау у Кауба,  Штольценфельс напротив устья Лана, Райнштайн в общине Трехтингсхаузен. В Кобленце, возле так называемого Немецкого угла при впадении в Рейн реки Мозель, стоит крепость Эренбрайтштайн, вторая по величине крепость из сохранившихся в Европе. В Боппарде находится третий старейший монастырь Германии.
Ещё британские дворяне, путешествовавшие по Германии в XVIII веке, восхищались ландшафтом долины Среднего Рейна. В первой половине XIX века этот регион привлекал представителей немецкого романтизма.
После начала пароходного движения по Рейну начался туристический бум. Он увеличился, когда вдоль Рейна проложили железную дорогу. В настоящее время по долине Среднего Рейна проложено множество пеших, велосипедных и автомобильных туристических маршрутов.